# Ачапняк (станція метро)
Ачапня́к (вірм. Աջափնյակ) — станція метро «Ачапняк» — станція Єреванського метрополітену, що будується. Станція буде розміщена між існуючою станцією «Барекамуцюн» та станцією «Назарбекян», що будується. Станція буде розташована на північному заході Єревана, в районі Ачапняк, від якого й отримала свою назву. Станція буде виходити до вулиці Алабяна та каньйону річки Раздан.